# Колено Клер
«Колено Клер» (фр. Le Genou De Claire) — пятый фильм Эрика Ромера из серии «Сказки с моралью». Обладатель высшей награды кинофестиваля в Сан-Себастьяне.

## Сюжет
Французский дипломат Жером на отдыхе знакомится с Клер, дочерью его давней знакомой. Жером собирается скоро жениться, но неожиданно им овладевает влечение к Клер, точнее, к её коленям. Вынужденный бороться со своими страстями, чтобы не пасть жертвой скандала, Жером довольствуется лишь тем, что кладёт руку на коленку девушки.

## В ролях
| Актёр             | Роль          |
| ----------------- | ------------- |
| Жан-Клод Бриали   | Жером         |
| Аврора Корню      | Аврора        |
| Лоранс де Монаган | Клер          |
| Беатрис Роман     | Лора          |
| Фабрис Лукини     | Винсент       |
| Мишель Монтель    | Мадам Вальтер |
| Жерар Фальконетти | Жиль          |

## Награды
- Приз Луи Деллюка[2] (1970)
- Премия синдиката кинокритиков за лучший французский фильм (1970)
- приз Золотая раковина на международном кинофестивале в Сан-Себастьяне (1971)